# Almoreksant
Almoreksant (INN), kode ACT-078573, je kompetitivni antagonist 1 i 2 oreksinskih receptor. Ovaj lek je razvila farmaceutska kompanija Actelion za lečenje primarne insomnije. Njegova klinička ispitivanja faze III su završen su novembra 2009.
Januara 2011 Actelion i GSK su objavili prestanak daljih kliničkih ispitivanja zbog nuspojava.

## Mehanizam akcije
Almoreksant je kompetitivni, dualni antagonist receptora OX1 i 2. On selektivno inhibira aktivaciju OX1 i 2 receptora.

## Klinička upotreba
Almoreksant je bio u razvoju za lečenje nesanice. 

## Literatura
1. ↑  „Almorexant in Adult Subjects With Chronic Primary Insomnia (RESTORA 1), ClinicalTrials.gov”. Приступљено 3. 02. 2010.
2. ↑  „Actelion and GSK Discontinue Clinical Development of Almorexant”. Архивирано из оригинала 03. 03. 2011. г. Приступљено 22. 04. 2011..

## Spoljašnje veze
- Zvanični sajt kompanije

|  | Molimo Vas, obratite pažnju na važno upozorenje u vezi sa temama iz oblasti medicine (zdravlja). |